# Heinz Holliger
Heinz Holliger (Langenthal, 21 maggio 1939) è un oboista, direttore d'orchestra e compositore svizzero, tra i più celebri in Europa.

## Biografia
Iniziò la sua educazione musicale al Conservatorio di Berna e di Basilea per poi studiare composizione con Pierre Boulez e Sándor Veress.
Vinse il primo premio al Concorso internazionale di Ginevra nel 1959. Insegnò poi alla Musikhochschule di Friburgo in Brisgovia, Germania nel 1966.
Per lui sono state scritte e dedicate molte composizioni per oboe, in quanto è ritenuto il più abile oboista del mondo, fama dovuta non solo all'enorme bravura di esecuzione, ma anche e soprattutto per le innovazioni che ha apportato all'approccio verso lo strumento.

## Discografia parziale
- Albinoni, Adagio in sol min./Conc. op. 7 - Pinnock/Holliger/Elhorst, Deutsche Grammophon
- Albinoni, Conc. op. 7 - Holliger/Camerata Bern, Archiv Produktion
- Albinoni, Conc. op. 7/Son. a 5 - Musici/Holliger/Thunemann, 1990/1991 Philips
- Bach: Oboe Concerto in F - Oboe Concerto in D Minor - Oboe Concerto in A - Academy of St. Martin in the Fields/Heinz Holliger/Iona Brown, 1983 Philips
- Handel: Oboe Concertos & Concerto Grosso "Alexander's Feast" - English Chamber Orchestra/Heinz Holliger/Raymond Leppard, 1971 Philips
- Ligeti: Hamburg Concerto, Double Concerto, Requiem, Ramifications - Asko Ensemble/Caroline Stein/Heinz Holliger/London Voices/Schönberg Ensemble/Terry Edwards, 2003 Warner
- Marcello A., Conc. oboe La cetra - Holliger/Camerata Bern, Archiv Produktion
- Schönberg: Chamber Symphonies Nos. 1, 2 & Verklärte Nacht - Chamber Orchestra of Europe/Heinz Holliger, 1990 Teldec
- Schumann: Works for Oboe and Piano - Alfred Brendel/Heinz Holliger, 1980 Philips
- Veress: Hommage à Paul Klee, Concerto for Piano Strings & Percussion, 6 Csárdás - András Schiff/Budapest Festival Orchestra/Dénes Várjon/Heinz Holliger, 1998 TELDEC
- Holliger, Concerti barocchi per oboe - Albinoni/Vivaldi/Marcello, 1967/1986 Decca
- Schönberg: Verklärte Nacht, Chamber Symphony No.2; Webern: Langsamer Satz für Streichquartett - Orchestre de Chambre de Lausanne/Heinz Holliger, 2013 Zig-Zag Territoires (anche in HD 24-88.2)